# Kilt
 (novembre 2015).
Si vous disposez d'ouvrages ou d'articles de référence ou si vous connaissez des sites web de qualité traitant du thème abordé ici, merci de compléter l'article en donnant les références utiles à sa vérifiabilité et en les liant à la section « Notes et références ».

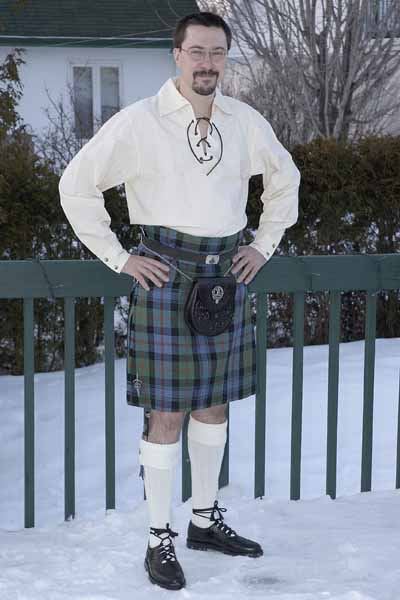
Kilt ceignant un homme

Le kilt (fèileadh beag en gaélique écossais et parfois philabeag en anglais) est un habit traditionnel porté par les hommes des Highlands, les Hautes Terres d’Écosse, comme d'autres porteraient un pantalon. Le kilt est généralement une jupe portefeuille plissée (dos plissé tandis que le devant est constitué de deux panneaux qui se croisent) faite de pure laine aux motifs colorés d'un « tartan », terme dont l'équivalent en gaélique écossais est le mot breacan qui signifie « tacheté ».

## Description

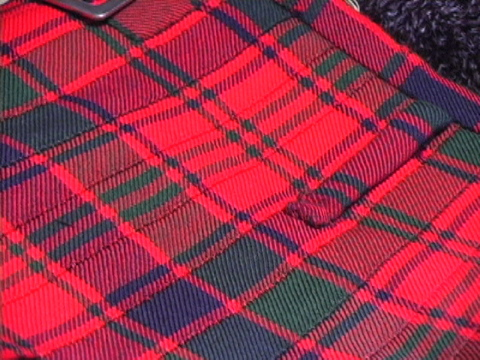
Tartan.

### Composition
Le kilt est un vêtement s'arrêtant au genou, doté de plis à l'arrière, et traditionnellement coupé dans du tartan de laine. Il s'agit du vêtement traditionnel des hommes et des garçons des Highlands écossais depuis le XVIIIe siècle. Depuis le XIXe siècle, il est associé de manière plus large à la culture de l'Écosse et à l'héritage écossais ou celtique à travers le monde.
Bien que le kilt écossais soit traditionnellement porté lors d'occasions formelles ou lors d’événements traditionnels tels que les Highland Games ou la Burns Night, il a été depuis les années 2000 adopté comme élément du costume masculin décontracté.

### Accessoires du kilt
Le kilt, plat par-devant, et plissé à l’arrière, est porté avec une large ceinture de cuir brun ou noir dont la boucle, habituellement argentée, est souvent ornée d'entrelacs ou du crest du clan du porteur.
Le sporran, un petit sac porté à la taille, sert de poche. Fait de cuir ou de fourrure, il peut reprendre les motifs de la boucle de ceinture, ou du sgian dubh, la dague traditionnelle portée dans la chaussette.
Une épingle, fixée sur le premier volant juste au-dessus du genou droit, a pour fonction de maintenir le rabat en place et de lui éviter ainsi de se soulever. Elle figure généralement une épée dont la garde porte le crest du clan ou tout autre motif traditionnel.
Les ghillie brogues (chaussures). Les lacets sont longs et lacés spécifiquement de manière à former, de face, un triangle isocèle après avoir été tourné quatre fois ensemble (voir photo ci-dessus). Le nœud peut être fait soit sur le côté, soit sur le devant. Les chaussettes portées avec le kilt, appelées "kilt hose", sont souvent en laine et peuvent être ornées de motifs traditionnels.

### Que mettre sous le kilt?
Traditionnellement, le kilt se porte sans dessous. La majorité des porteurs de kilt ont leur propre préférence, et ne s’inquiètent généralement pas de ce que les autres peuvent porter (ou ne pas porter) sous leur kilt. Les uniformes portés par les membres de plusieurs régiments militaires ne s’accommodant pas de dessous, le port du kilt sans sous-vêtements est souvent qualifié de « régimentaire ».
Dans certaines circonstances, des dessous peuvent se révéler nécessaires. Il est souvent difficile à quelqu’un qui n’est pas familier du port du kilt de préserver sa pudeur quand il le porte à la régimentaire, particulièrement par vent fort. Un des plus anciens fabricants de kilts, ainsi que la plus ancienne maison de vente par correspondance d’Écosse, offrent à la vente des dessous spécialement conçus pour le kilt, mais la plupart des porteurs de kilt qui mettent des dessous choisissent des caleçons ou des slips classiques.
Pour finir, la décision de porter ou pas des dessous à certaines occasions revient au porteur de kilt. Quel que soit son choix, ce qu’un gentilhomme porte sous son kilt ne regarde que lui. Il est de règle qu’un homme bien élevé se montre discret sur la question. Ainsi, la réponse à une question sur ce sujet peut laisser deviner la réponse, mais y répond rarement directement. La réponse peut également être « rien n’est abîmé (en anglais worn signifie à la fois porté pour un vêtement et abîmé). Tout est en parfait état de marche », ou « des chaussures et des chaussettes ».
Les Écossais ont également une réponse toute faite à cette question de savoir ce qu'ils portent sous leur kilt : « The future of Scotland » (L'avenir de l'Écosse).
Selon une étude du scientifique néerlandais Erwin Kompanje, le kilt (porté traditionnellement) permettrait également de produire du sperme de meilleure qualité, les sous vêtements serrés auraient un impact négatif sur la fertilité,.

## Histoire

### Origine
Comme le tartan, il ne s'agit pas d'une tradition très ancienne. Ce vêtement avait ainsi été créé dans les années 1720 par Thomas Rawlinson pour des motifs économiques, lorsqu'un maître des forges choisit cet habit pour vêtir ses ouvriers, plus approprié pour fabriquer du combustible. Ceux-ci, pauvres, n'avaient pas les moyens de porter des vêtements cousus et enfilaient jusque-là par nécessité une sorte de plaid ceinturé. Le maître des forges s'inspire donc de cette tenue, qu'il fait retravailler par un tailleur, ce qui devient l'uniforme de ses employés. 
En 1745, après la répression de la révolte jacobite, les autorités décident de mettre fin à tout particularisme culturel écossais, ce qui signe la fin du port du kilt pour les ouvriers et le peuple en général, les soldats de régiments écossais passés du côté anglais bénéficiant toutefois d'une exemption. 
En 1782, l'interdiction est levée et le port du kilt passe désormais aux classes supérieures, qui veulent montrer ostensiblement leurs racines, imaginant que ce vêtement est très ancien. Les élites écossaises le font réaliser dans des formats coûteux et sophistiqués. L'historienne Anne-Marie Thiesse ajoute : « Le kilt doit probablement son succès à ce qu'il est l'antithèse du pantalon, « uniforme masculin » de la modernité bourgeoise », dans le contexte de la première révolution industrielle.
La « découverte » par les frères Allen d'un manuscrit intitulé Vestiarum Scotticum, prétendument rédigé au XVIe siècle et qui affirme que le kilt était porté dans toute l'Europe au Moyen Âge avant de disparaître à la Renaissance, participe du succès du vêtement, à une époque où la construction des identités nationales a mis à la mode l'époque médiévale, si besoin en réinventant un passé qui n'a jamais existé. Ce goût pour les traditions écossaises est parachevé par la passion de la reine Victoria et de son époux pour le domaine de Balmoral, qu'ils font agrandir en « style écossais » : désormais, « l'Écosse est consacrée comme réduit des authentiques valeurs ancestrales du Royaume-Uni » conclut Anne-Marie Thiesse.

### Le kilt aujourd’hui

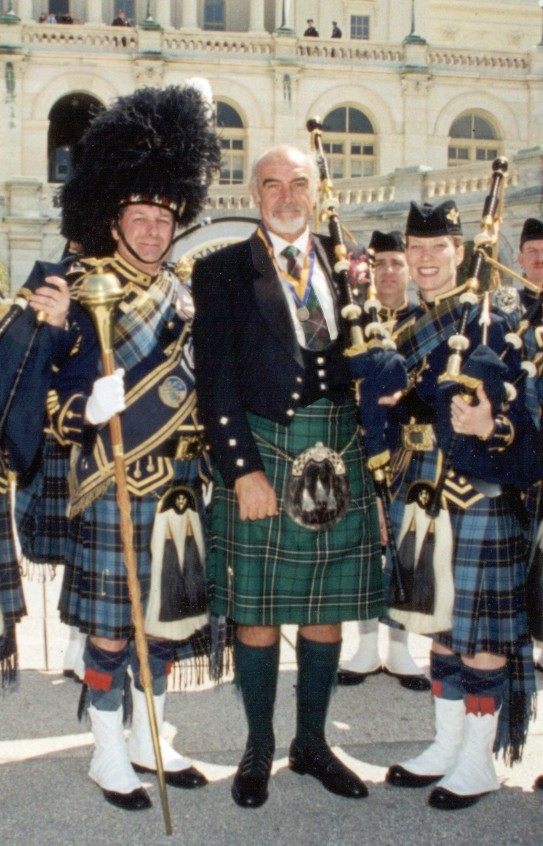
Sean Connery en kilt à Washington en 2004.

Le kilt est devenu une tenue habituelle pour les grandes occasions, les mariages, en habit de cérémonie avec un haut-de-forme ou en jaquette pour les grandes occasions, de même que pour les cocktails en smoking. Le kilt est désormais porté par quiconque, peu importe sa nationalité ou ses origines. Bien qu'il puisse se porter avec une cravate blanche (c'est-à-dire une veste de frac), il est plus habituel de le voir porté avec une cravate noire (veste de smoking).
Les kilts sont devenus de plus en plus répandus comme vêtement de ville. Il n’est pas rare du tout de voir des kilts faire leur apparition dans des pubs écossais et irlandais, et il devient de plus en plus fréquent de les voir sur les lieux de travail. Le kilt se porte alors avec des chaussures noires, des chaussettes écrues roulées sur la chaussure, et peut-être même un tee shirt. On peut être un peu plus habillé en portant une chemise boutonnée et un pull, et même une veste de sport.
Souvent, le kilt et ses accessoires sont loués pour les grandes occasions, car l’ensemble du costume traditionnel coûte assez cher.
Pour les militaires, le kilt est un vêtement lourd de sept à huit mètres de laine, chaud, aux trames caractéristiques d’un clan (ou famille, organisation, ville, région ou pays) et qui descend jusqu'au-dessus du genou. Au Canada, un régiment militaire porte le kilt, les Black Watch et certains régiments historiques, entre autres les 78e Fraser Highlander.
Aujourd'hui, les kilts faits d'un tissu plus léger avec de 3 à 5 mètres d'étoffe gagnent en popularité pour les randonnées, les bals (ceilidhs), et pour les spectateurs de matchs de football, de rugby ou de sports celtiques.
Le kilt moderne est plissé en plis plats ou en plis ronds avec les plis cousus et le bas n'allant pas plus loin que le milieu du genou. 
Le kilt est traditionnellement réservé aux hommes, bien que des femmes se soient aussi vêtues d'un kilt, ou de jupes dessinées d'après des kilts, et les femmes joueuses de cornemuse portent fréquemment des kilts. Des jeunes femmes portent également des jupes plissées semblables à des kilts.
Comme toutes sortes de robes, le kilt est soumis aux caprices de la mode. Depuis les années 1980, des kilts sont apparus dans des matières comme le cuir, le jean, le polyviscose (mélange de polyester et de viscose) et l’acrylique. Des couleurs unies ont aussi été utilisées à la place du tartan, ainsi que des motifs camouflage, prisé surtout par les Nord-Américains. 

### Le kilt symbole des nations celtes
Les Irlandais ont aussi leurs kilts, soit de couleur unie utilisés principalement dans les pipes-bands ou lors des danses, soit en tartan, mais avec des tons différents de ceux de l’Écosse.
Leur port fut interdit au XVIIIe siècle après les soulèvements jacobites. Les kilts ont fait leur réapparition au XIXe siècle au Pays de Galles et en Cornouailles pour les grandes occasions. Dans ces deux régions celtiques, le kilt est étroitement associé aux mouvements de renaissance celtique des XIXe et XXe siècles.
D'autres communautés celtiques aux quatre coins de la planète, particulièrement en Amérique, ont développé leur propre motif de kilt (comme la communauté celtique de Summerside à l'Île-du-Prince-Édouard, Canada), mais la plupart ont gardé le tartan de leurs ancêtres.
Depuis 2001, toujours dans cet esprit de renaissance celtique, le kilt a fait naturellement son apparition en Bretagne comme vêtement interceltique comme le précise son inventeur Richard Duclos, mais comme le dit M. Duclos lui-même, il n'a jamais été porté par des Bretons car ce n'est pas un vêtement de tradition bretonne. Son inventeur précise que, pour lui, « une tradition il faut bien que cela commence un jour ». Passionné de kilt écossais, Richard Duclos alors qu'il était revenu de vacances d'Écosse avec un kilt écossais a pris conscience qu'il portait sur lui « une carte d'identité écossaise » et, considérant qu'il n'était pas Écossais mais Breton, il s'est dit : « je veux un kilt breton », après cela il a pris ses pinceaux et son crayon et au bout de six mois le tartan national breton était né. Le porter était pour lui une façon de revendiquer sa « bretonitude », chose qu'avant il ne pouvait faire qu'avec une vareuse de pêcheur breton.
Il existe 18 tartans bretons dont le Brittany National (National Breton) créé en mars 2002. Les autres tartans sont les neuf tartans pour les pays traditionnels qui composent la Bretagne : Bro Kerne (Cornouailles), Leon, Tregor, Gwened (Vannetais), Dol, Saint-Malo, Rennes, Nantes et Saint-Brieuc. Ont été créés ensuite le Brittany national walking (tartan de chasse), le Menez Du, le Spered Menez Are (Esprit des Monts d'Arrée), le Bro Vigouden, le Brittany National Grey (déclinaison moderne du tartan national breton). Un tartan breton du club kilt du pays de Lorient a été créé par Madame France Hétier et déposé au register of tartans d'Edimbourg, en 2017,. Créé le 28 mars 2018, le dernier né de la lignée des tartans bretons est le Groe, le tartan de l’île de Groix. Il existe également un tartan « Chevalier breton ». Tous les tartans bretons sont enregistrés officiellement en Écosse.

### Le kilt au-delà de la Celtie
Depuis avril 2005, la Normandie dispose d'un tartan appelé « National Normandy » déposé officiellement en Écosse et qui commémore les mercenaires normands qui se sont installés sur les terres écossaises, après le couronnement de Guillaume le Conquérant. Certains d'entre eux sont à l'origine de grandes dynasties comme les Sinclair ou les Menzies.
Dans le mouvement punk il y a aussi nombre de personnes qui portent le kilt bien qu'il soit éclipsé par le pantalon écossais (trews). Il est généralement porté avec des chaussures de sécurité ou des bottes d'armée, et un t-shirt généralement simple.
En France au sein des corniches, le kilt est un vêtement emblématique des « khûbes », c'est-à-dire des redoublants de 2e année[réf. nécessaire].

## Le kilt dans la culture populaire
Le kilt a été fortement associé à l’Écosse dans la culture populaire, si bien que certains films montrent des Écossais portant cette tenue même à des époques où le kilt n'était pas encore porté en Écosse.
- Dans le film Highlander, sortie en 1986, une partie du début du film se passe en Écosse au XVIe siècle, où tous les Écossais portent des kilts, pour montrer les origines du protagoniste, Connor MacLeod.
- Dans le film Braveheart, sortie en 1995, qui montre la rébellion de William Wallace en Écosse contre les Anglais au XIIIe siècle, les Écossais sont montrés comme portant des kilts et des peintures de guerres.
- Dans le film Quatre mariages et un enterrement, lors du mariage en Écosse, plusieurs personnages portent le kilt.
- Dans le film Rob Roy, dans lequel Liam Neeson interprète Robert Roy MacGregor, les personnages écossais portent un kilt.
- L'Île Noire, épisode de la série de bande dessinée Les Aventures de Tintin d'Hergé, voit le héros visiter l'Écosse en tenue écossaise, portant notamment un kilt.
- Parmi les nombreux personnages déjantés qui apparaissent dans le jeu-vidéo 80 jours, développé par Frogwares, des Écossais forment un club pour valoriser le port du kilt à travers le monde (la SFPK, Société des Fiers Porteurs de Kilt)[20].

## Personnalités connues qui portent le kilt
Certaines personnalités du monde du spectacle ont été vues arborer un kilt pour des occasions spéciales tel Sean Connery. D'autres artistes écossais l'ont essayé depuis. James McAvoy qui joua dans Le Dernier Roi d'Écosse porte parfois le tartan des Johnstone (le clan de son grand-père), mais il admet que la couleur ne compte pas vraiment à ses yeux. Un autre acteur écossais, Ewan McGregor (d'illustre lignage), s'est aussi affiché en public avec les couleurs de son clan. D'autres acteurs écossais tel Billy Boyd l'ont porté lors de la sortie du Seigneur des Anneaux ou encore Sam Heughan à différentes occasions accompagnant ou non la sortie de la série à succès Outlander. David Tennant et Graham McTavish l'ont aussi porté.

#### Article
- Gérard Lefort, « Kilt ou double ? », sur liberation.fr, 29 août 1995 (consulté le 3 novembre 2014)